# Ardenna pacifica
La pardela del Pacífico (Ardenna pacifica) es una especie de ave procelariforme de la familia Procellariidae que se extiende por todo el Pacífico tropical y el océano Índico, aproximadamente entre las latitudes 35° N y 35° S. Se reproduce en islas como en las pequeñas islas costeras de Japón, las islas Revillagigedo (México), las islas de Hawái (EE. UU.), Seychelles e islas costeras de Australia Occidental.  

## Descripción

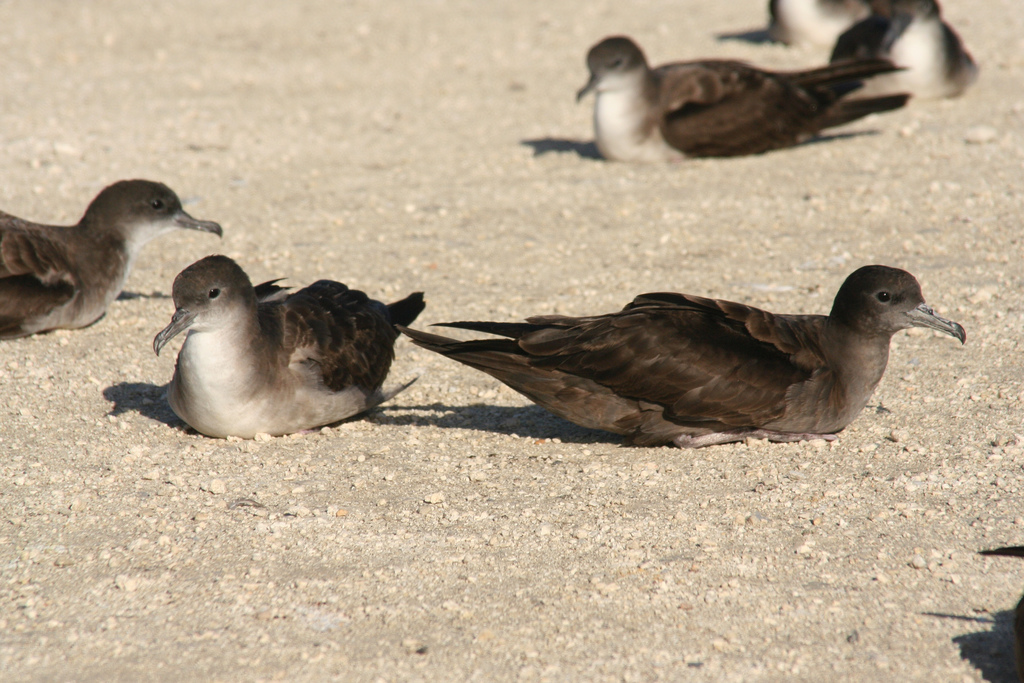
Morfo claro y oscuro juntos.

La pardela del Pacífico es una de las pardelas tropicales más grandes. Existen dos morfos de color en la especie, oscuro y claro. El mormo claro predomina en el Pacífico norte, y el oscuro en el resto de poblaciones. Sin embargo ambos morfos coexisten en todas las poblaciones y no está relacionado con el sexo o condición reproductiva. El morfo claro tiene el plumaje de sus partes superiores de color pardo grisáceo y blanquecino en las inferiores. En el morfo oscuro el pardo grisáceo se extiende por todo el cuerpo. Tiene la cola en forma de cuña, el pico oscuro, y las patas crema.
Esta especie está cercanamente emparentada con la pardela dorsigrís, de distribución panpacífica, de la que se diferencia por su patrón de color, pero que también tiene la cola en forma de cuña y un pico negro y estrecho (Austin, 1996; Austin et al., 2004). Forman parte del grupo Thyellodroma, una superespecie de grandes pardelas, que se ha propuesto como género Ardenna (Penhallurick & Wink, 2004).

## Comportamiento reproductivo

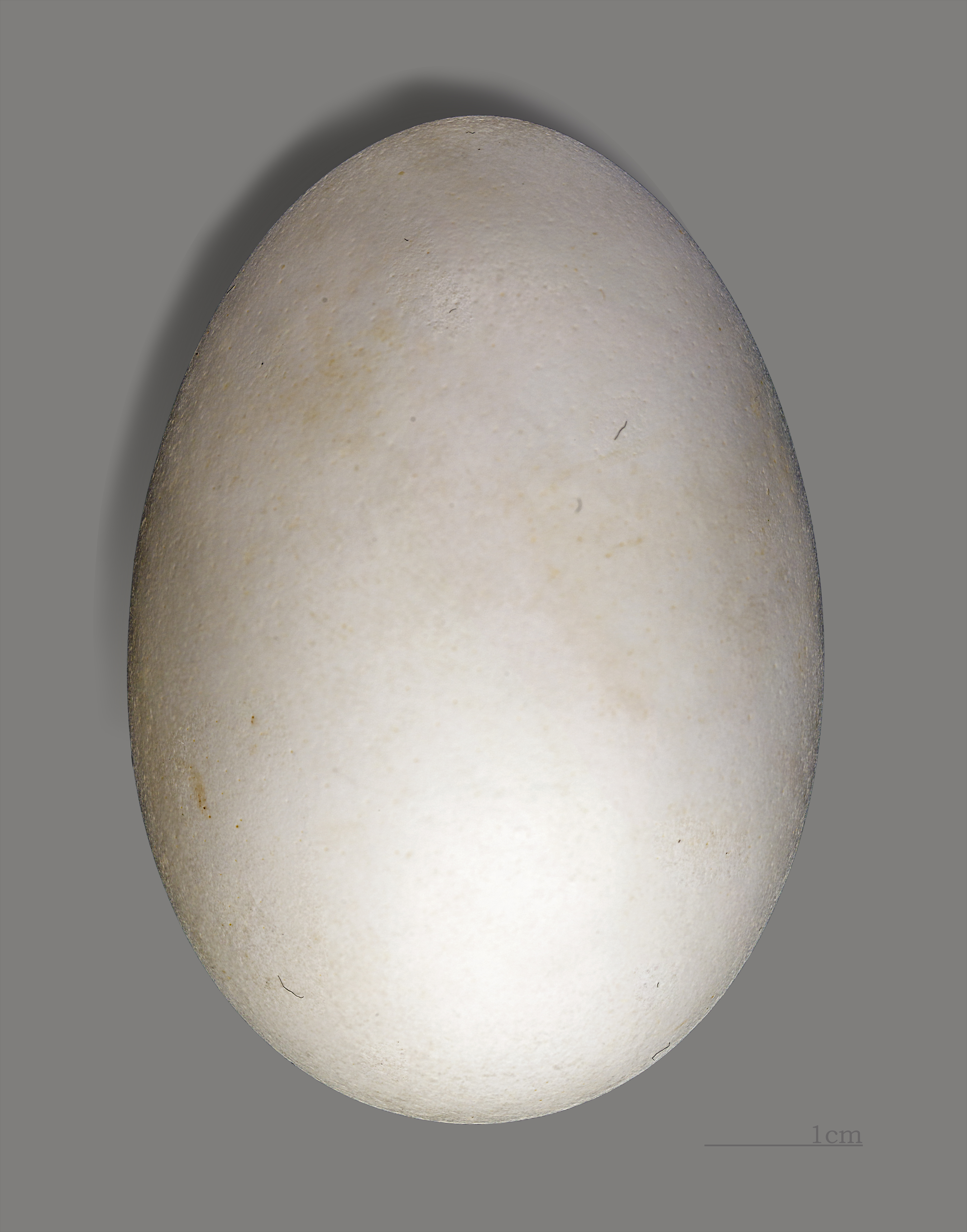
El huevo.

Las pardelas del Pacífico procrean en colonias en pequeñas islas tropicales. La época de reproducción varía según la ubicación. Las aves del hemisferio norte comienza la cría alrededor de febrero, las aves del hemisferio sur comenzará alrededor de septiembre. Estas pardelas presentan filopatría natal, ya que vuelven a su colonia natal para comenzar la reproducción a la edad de cuatro años.
Estas pardelas son monógamas, ya que forman una pareja que durará por muchos años. Su relación es a largo plazo, que dura varios años. El divorcio entre parejas se produce después de las temporadas que terminan en fracaso. De anidación o en madrigueras o, a veces en la superficie bajo cubierta. Los pares son llamados con frecuencia como un par, tanto para reforzar los lazos de pareja y advertir a los intrusos fuera de su territorio. Los padres también llaman a sus polluelos. La llamada es largo, con un componente de la inhalación (OOO) y exhalando componente (err). Ambos sexos participan en la excavación de una madriguera, o la reparación de la madriguera del año pasado. Las madrigueras de anidación de otras especies también se utilizan. La temporada de reproducción del Petrel Bonin en Hawái, se mide el tiempo para evitar que los de la cola apretada, en los años en que los polluelos del Bonin Petrel todavía están en las madrigueras cuando los de las pardelas del Pacífico vuelven para empezar la reproducción muchos de estos polluelos son asesinados o desahuciados. Se asiste a estas colonias nocturnamente, aunque no se reproduzcan las pardelas del Pacífico se ven a menudo en la superficie durante todo el día y aves de cría de descanso fuera de sus madrigueras antes de la puesta.
Ambos sexos emprenden un éxodo con el fin de acumular reservas de energía, esto normalmente dura alrededor de 28 días. Un solo huevo está puesto, si el huevo se pierde, entonces el par no intentará poner otro durante la temporada. Después de poner el varón suele realizar la primera tanda de incubación. Ambos sexos incuban los huevos, en tandas que pueden durar hasta 13 días. La incubación toma unos 50 días. Después de tramar el polluelo se empolla por seis días, hasta que es capaz de termo regular, tras lo cual se queda solo en el nido mientras los padres cazan para alimentarse. En un principio se alimenta con aceite de estómago, un rico aceite de energía de cera de la presa creada digerido en el intestino del padre, más tarde se alimenta tanto de sólidos y aceites de estómago. A diferencia de muchos proceláridos los padres de las pardelas del pacífico no alternan viajes cortos y largos para proporcionar alimentos, pero regresan con regularidad. Los polluelos aumentan en tamaño a 560 g (más grande que los adultos) y luego caen alrededor de 430 g antes de emplumar. Su emplumaje se produce después de 103-115 días, después de que el polluelo es independiente del adulto.